# Jenisiej Krasnojarsk (koszykówka)
Jenisiej Krasnojarsk – profesjonalny klub koszykarski z siedzibą w Krasnojarsku, w Rosji. Aktualnie zespół występuje w rosyjskiej i jednocześnie międzynarodowej lidze VTB.

## Sezon po sezonie
| Sezon   | Poziom | Liga | Pos. | Puchar Rosji | Rozgrywki europejskie | Rozgrywki europejskie |
| ------- | ------ | ---- | ---- | ------------ | --------------------- | --------------------- |
| 2012–13 | 1      | PBL  | 10   | 4. miejsce   |                       |                       |
| 2013–14 | 1      | VTB  | 9    | 1/8 finałów  |                       |                       |
| 2014–15 | 1      | VTB  | 11   | I runda      | 3 EuroChallenge       | QF                    |
| 2015–16 | 1      | VTB  | 10   | II runda     | 3 FIBA Europe Cup     | 4                     |
| 2016–17 | 1      | VTB  | 6    | Runda 64     | 4 FIBA Europe Cup     | QF                    |
| 2017–18 | 1      | VTB  | 13th |              | 3 Liga Mistrzów       | RS                    |